# 9 de enero
El 9 de enero es el 9.º (noveno) día del año en el calendario gregoriano. Quedan 356 días para finalizar el año y 357 en los años bisiestos.

## Acontecimientos
- 1 a. C.: en Judea se registra un eclipse lunar. Según el historiador Flavio Josefo, el rey Herodes murió al día siguiente.[1]
- 475: el emperador bizantino Zeno es forzado a huir de su capital en Constantinopla y su general, Basilisco, toma el control del imperio.
- 638: en España comienza el VI Concilio de Toledo.
- 681: en España comienza el XII Concilio de Toledo.
- 1038: en Shaanxi (China) sucede un terremoto que deja más de 23.000 víctimas. (Ver Terremotos importantes entre el siglo X y el XIX).
- 1316: Felipe V se convierte en rey de Francia y de Navarra tras la muerte de su sobrino Juan I.
- 1349: en Basilea (Suiza), los ciudadanos de dicha población le atribuyen la peste bubónica a las familias de origen judío, por lo que las apresan y queman vivas.
- 1427: en Siena (Italia) la Facultad de Medicina solicita el cadáver de un ahorcado para diseccionarlo.
- 1431: en Ruan (Francia) ―base del gobierno de ocupación inglés― comienzan las investigaciones para el juicio contra Juana de Arco.
- 1522: Adriano de Utrecht es elegido papa de la Iglesia católica, tomando el nombre de Adriano VI. Será el último pontífice no italiano hasta Juan Pablo II.
- 1539: en Perú, Francisco Pizarro funda la aldea de San Juan de la Frontera (actual Ayacucho).
- 1558: en Suiza, la ciudad de Ginebra se independiza del cantón de Berna.
- 1570: a Lima llega una real cédula de Felipe II en la que se ordena el establecimiento de la Inquisición en Perú.
- 1693: en Sicilia un terremoto destruye 60 pueblos y aldeas, causando la muerte a más de 50 000 personas.
- 1760: en Bihar (noreste de India), los afganos derrotan a los maratíes en la batalla de Barari Ghat.
- 1768: en Londres, Philip Astley inaugura el primer circo moderno.
- 1788: en los Estados Unidos, Connecticut es el quinto Estado admitido.
- 1792: se firma la Paz de Jassy o Iassi, con la que se pone fin a la guerra ruso-turca, iniciada en 1787.
- 1793: primer vuelo estadounidense en globo, realizado por el aeronauta francés Jean Pierre Blanchard, que viajó en un globo de hidrógeno desde Filadelfia a Deptford (Nueva Jersey) en 46 minutos.
- 1799: en Inglaterra, el primer ministro William Pitt impone el primer impuesto a la renta para colectar fondos para la guerra contra Napoleón.
- 1806: en Londres, el almirante Lord Nelson recibe un funeral de Estado y es enterrado en la catedral de Saint Paul.
- 1809: Arthur Wellesley concierta con España un tratado de amistad y de ayuda militar.
- 1812: Valencia capitula ante las fuerzas del francés Suchet, tras cuatro días de bombardeo.
- 1815: en las Provincias Unidas del Río de la Plata (actual Argentina), Gervasio Antonio Posadas renuncia al cargo de director supremo.
- 1816: en la mina de Hebburn, sir Humphry Davy prueba la lámpara Davy para mineros.
- 1817: en la región de Cuyo (Argentina), el primer contingente del Ejército Libertador de Chile deja Mendoza rumbo a la provincia de Coquimbo (Chile), al mando del coronel Juan Manuel Cabot.
- 1822: en Brasil, el príncipe portugués Pedro I de Brasil decide quedarse, contra las órdenes del rey portugués João VI, iniciando el proceso de independencia de Brasil.
- 1837: el poeta ruso Aleksandr Pushkin resulta gravemente herido en un duelo.
- 1839: la Academia de las Ciencias Francesa anuncia el proceso de daguerrotipo, pionero de la fotografía.
- 1841: en Argentina se libra la batalla de San Cala.
- 1857: en California ocurre el terremoto de Fort Tejón (magnitud aproximada de 7,9°).
- 1858: en la República de Texas se suicida Anson Jones, el quinto y último presidente de ese país (que actualmente forma parte de Estados Unidos).
- 1861: cerca de Charleston (Carolina del Sur) ocurre el incidente Star of the West. Algunos historiadores lo consideran la primera escaramuza de la guerra civil estadounidense.
- 1861: en los Estados Unidos, el Estado de Misisipi es el segundo que se separa de los Estados del norte para formar parte de los Estados Confederados de América.
- 1863: en los Estados Unidos ―en el marco de la guerra civil estadounidense―, en Arkansas se libra la batalla de Fort Hindman.
- 1871: en Venezuela se crea el Instituto Nacional de Estadística.
- 1872: Brasil y Paraguay firman la paz, tras la guerra de la Triple Alianza.
- 1875: en España, el rey Alfonso XII llega a Barcelona en la fragata Navas de Tolosa procedente de Marsella, siendo aclamado por el pueblo.
- 1878: en Italia, Umberto I se convierte en rey de Italia.
- 1879: en Chile se dicta la ley de educación secundaria, por disposición de la cual debe haber al menos un liceo en cada provincia.
- 1880: en los Estados Unidos la Gran Nevada de 1880 devasta los estados de Oregón y Washington.
- 1887: en Toledo (España), un incendio destruye casi totalmente el Alcázar de Toledo.
- 1894: En Lexington (Massachusetts) la empresa New England Telephone and Telegraph instala el primer teléfono operado con batería.
- 1900: en Italia, se funda en Roma la Lazio.
- 1900: en Estados Unidos, se crea el sello discográfico RCA Records.
- 1902: en Paraguay, Andrés Héctor Carvallo sustituye al presidente Emilio Aceval.
- 1903: en Australia, Hallam Tennyson ―hijo del famoso poeta Alfred Tennyson― se convierte en el segundo gobernador general.
- 1905: en Rusia se recrudece el movimiento huelguístico, que se convierte en revolucionario y culminará con la masacre del Domingo Sangriento, por parte de las tropas zaristas.
- 1909: Austria aconseja al Imperio otomano que renuncie a sus derechos sobre Bosnia-Herzegovina, a cambio de compensaciones financieras.
- 1909: Ernest Shackleton, al conducir la Expedición Nimrod al Polo Sur, planta la bandera británica a 97 millas náuticas (180 km; 112 mi) del Polo Sur, la distancia más lejana que alguien haya alcanzado hasta ese momento.
- 1912: en Nueva York, un incendio en la compañía de seguros Equitable destruye cerca de cuatro millones de dólares en acciones.
- 1916: en Çanakkale, el Imperio otomano gana la batalla de Galípoli; las últimas tropas británicas son evacuadas.
- 1917: en el Imperio Otomano, en el límite con Egipto, tiene lugar la batalla de Rafah, en el marco de la Primera Guerra Mundial.
- 1923: en Madrid, Juan de la Cierva realiza el primer vuelo en autogiro.
- 1923: los aliados vencedores en la Primera Guerra Mundial deciden la ocupación del territorio alemán en la cuenca del Ruhr, como represalia por la demora de Alemania en el pago de las reparaciones de guerra.
- 1925: terminan los compromisos unilaterales del Tratado de Versalles.
- 1927: en España se pone a la venta la novela de Vicente Blasco Ibáñez A los pies de Venus.
- 1928: en Nicaragua, Sandino proclama la república de Nueva Segovia, a cuya capital llamaría Ciudad Sandino.
- 1932: en Francia dimite el ministro de Asuntos Exteriores Aristide Briand por motivos de salud.
- 1933: tropas japonesas invaden la provincia china de Jehol.
- 1933: en Madrid, Cataluña, Valencia y otras provincias estalla un movimiento revolucionario.
- 1934: en la guerra del Chaco se reanudan las hostilidades al negarse Paraguay a mantener el armisticio.
- 1934: en Chile, se aprueba un decreto por el que el Estado ejercerá el control de la industria de los nitratos.
- 1937: en Italia, el Consejo de Ministros prohíbe el concubinato entre blancos y negros en sus colonias del norte de África.
- 1937: Llega como refugiado a México León Trotski, uno de los principales líderes revolucionarios soviéticos.
- 1938: La selección de fútbol de Santa Lucía disputa su primer partido profesional.
- 1939: Libia es incorporada al territorio de Italia.
- 1941: el Avro Lancaster hace su primer vuelo.
- 1941: en Otranto (Italia), el Triton (S. 112) griego hunde al submarino italiano Neghelli.
- 1942: en el marco de la Segunda Guerra Mundial, la ofensiva soviética llega hasta la zona oriental de Smolensk.
- 1945: tropas estadounidenses desembarcan en Luzón (Filipinas).
- 1947: la Unión Soviética solicita permiso a Noruega para estacionar tropas en las islas Spitzberg.
- 1947: última vez que se ve viva a Elizabeth "Betty" Short (La Dalia Negra).
- 1951: en Nueva York, la Organización de las Naciones Unidas inauguran oficialmente su sede.
- 1951: llega al puerto de Barcelona una división de la VI Flota de Estados Unidos.
- 1954: en Nueva York IBM presenta la primera calculadora de circuitos integrados o cerebro electrónico.
- 1957: en Reino Unido dimite el primer ministro Anthony Eden, que es sustituido por Harold MacMillan.
- 1959: en el pueblo zamorano de Ribadelago (España) mueren 150 habitantes al reventar una presa del embalse de Vega de Tera.
- 1960: el presidente de Egipto, Gamal Abdel Nasser, inicia la construcción de la presa de Asuán mediante la detonación de diez toneladas de dinamita para demoler veinte toneladas de granito en la orilla este del Nilo.
- 1961: las autoridades británicas anuncian que han descubierto la red soviética de espías de Portland en Londres.
- 1962: en La Habana se firma un protocolo ente la Unión Soviética y Cuba, para el intercambio comercial de 60 millones de dólares durante este año.
- 1962: en Irán, el gobierno de Alí Aminí emprende por orden del shah Mohammad Reza Pahlaví una reforma agraria, inicio del programa de reformas de corte modernista denominado como «Revolución blanca» o «Revolución del shah y del pueblo».
- 1964: en la Zona del Canal (ocupada por Estados Unidos) estudiantes panameños exigen de manera pacífica el cumplimiento de un tratado que obliga a Estados Unidos a izar la bandera panameña. Son ametrallados por soldados estadounidenses, que dejan un saldo de 22 muertos y cientos de heridos (Día de los Mártires de Panamá).
- 1968: se registra una nevada atípica en la Ciudad de México.[2]
- 1972: en el puerto de Hong Kong, un incendio destruye el buque de pasajeros Queen Elizabeth.
- 1976: en España se crea la Agrupación Liberal Democrática, base del Partido Liberal español.
- 1981: en Portugal, Francisco Pinto Balsemão se convierte en el nuevo jefe de Gobierno.
- 1982: en Nueva Inglaterra y Canadá se percibe un terremoto de 5,9°.
- 1983: en la isla de Contadora (Panamá) se realiza una reunión acerca de la paz en Centroamérica.
- 1984: en Panamá, firman un anteproyecto de paz para Centroamérica los representantes de Costa Rica, El Salvador, Guatemala, Honduras y Nicaragua, con la intercesión de los países del Grupo de Contadora.
- 1984: el grupo de Hard Rock estadounidense Van Halen publica su sexto álbum, 1984.
- 1986: la empresa Kodak debe dejar de fabricar y vender cámaras instantáneas después de perder una batalla legal contra la empresa Polaroid por la patente.
- 1987: en Nicaragua se promulga la Constitución.
- 1988: en Boston, científicos del Instituto Whitehead logran aislar el TDF (gen responsable del sexo humano), localizado en el cromosoma Y, que está presente solo en los hombres.
- 1988: nace el movimiento pacifista internacional Mujeres de Negro.
- 1990: en Mozambique, el presidente Joaquim Chissano informa que las huelgas serán reguladas por una legislación apropiada, lo cual constituye uno de los primeros indicios de apertura política, que luego será confirmada por la Constitución de ese año.
- 1991: los soviéticos invaden Vilna para detener la independencia de Lituania.
- 1991: los representantes de Estados Unidos e Irak se reúnen en la Conferencia de Paz de Ginebra para tratar de encontrar una solución pacífica a la invasión iraquí de Kuwait.
- 1991: primera medalla de oro en la historia de la natación española al ganar Martín López Zubero la final de los 200 espalda en el Campeonato del Mundo.
- 1992: la República Serbia de Bosnia se declara como República independiente de Bosnia-Herzegovina.
- 1996: durante la primera guerra de Chechenia, los separatistas chechenos lanzan una redada contra el aeródromo del helicóptero y luego un hospital civil en la ciudad de Kizlyar, ubicado en Daguestán, lo que se convierte en una crisis masiva de rehenes que involucra a miles de civiles.
- 1997: en los Estados Unidos, la compañía automovilística General Motors acuerda retirar la demanda contra la empresa alemana Volkswagen.
- 1997: en el aeropuerto metropolitano de Detroit (Estados Unidos), se estrella un avión Comair Embraer EMB 120; mueren 29 personas.
- 1998: en Zarauz (Guipúzcoa), la banda terrorista ETA asesina al concejal del Partido Popular, José Ignacio Iruretagoyena.
- 1999: en los Estados Unidos se patenta el PageRank, una familia de algoritmos que es la base fundamental del software de Google.
- 2000: en Ecuador se cambia la moneda del sucre al dólar.
- 2001: en Zarauz, la banda terrorista ETA intenta asesinar a la cúpula del Partido Popular vasco.
- 2001: China lanza la nave no tripulada Shenzhou 2.
- 2003: India prueba con éxito un misil balístico tierra-tierra de alcance medio, capaz de transportar una ojiva nuclear.
- 2005: en Naivasha (Kenia), el Gobierno de Sudán firma un acuerdo de paz (el Acuerdo Naivasha) con el grupo rebelde Movimiento de Liberación Popular Sudanés.
- 2005: en los Territorios Palestinos, Rawhi Fattouh es elegido líder de la Organización para la Liberación de Palestina (OLP), en reemplazo de Yasir Arafat.
- 2007: en los Estados Unidos, Steve Jobs (director ejecutivo de Apple) anuncia el lanzamiento del iPhone, durante su charla en la Macworld.
- 2009: en España, el Aeropuerto de Madrid-Barajas tuvo que cerrar sus instalaciones durante 5 horas a consecuencia de una gran nevada.
- 2012: en Zúrich (Suiza), Lionel Messi gana su tercer Balón de Oro por sobre Cristiano Ronaldo y Xavi Hernández. Iguala así a Johan Cruyff, Marco van Basten y Michel Platini en el número de trofeos.
- 2015: los autores del ataque contra Charlie Hebdo en París dos días atrás son asesinados luego de una toma de rehenes. Una segunda toma de rehenes, relacionada con el tiroteo de Charlie Hebdo, ocurre en un mercado judío en Vincennes.
- 2017: se realiza una actualización coordinada del protocolo de Bitcoin Cash para implementar un nuevo formato de direcciones denominado CashAddress.[3]
- 2020: La OMS informa que la enfermedad en Wuhan, China es causada por un nuevo tipo de coronavirus.
- 2021: un incendio en el puesto central de control del Metro de la Ciudad de México, provoca la muerte de una persona, la intoxicación de más 25 personas que requirieron ser hospitalizadas y el cierre total de 6 líneas de metro (L1, L2, L3, L4, L5, L6) afectando a miles de personas de la Ciudad de México y la zona conurbada del Estado de México.
- 2024: En Ecuador, hombres encapuchados y armados tomaron las instalaciones del canal de televisión TC Televisión y obligan al personal a tirarse al suelo. El presidente Daniel Noboa, declara la existencia de un conflicto armado interno.

## Nacimientos

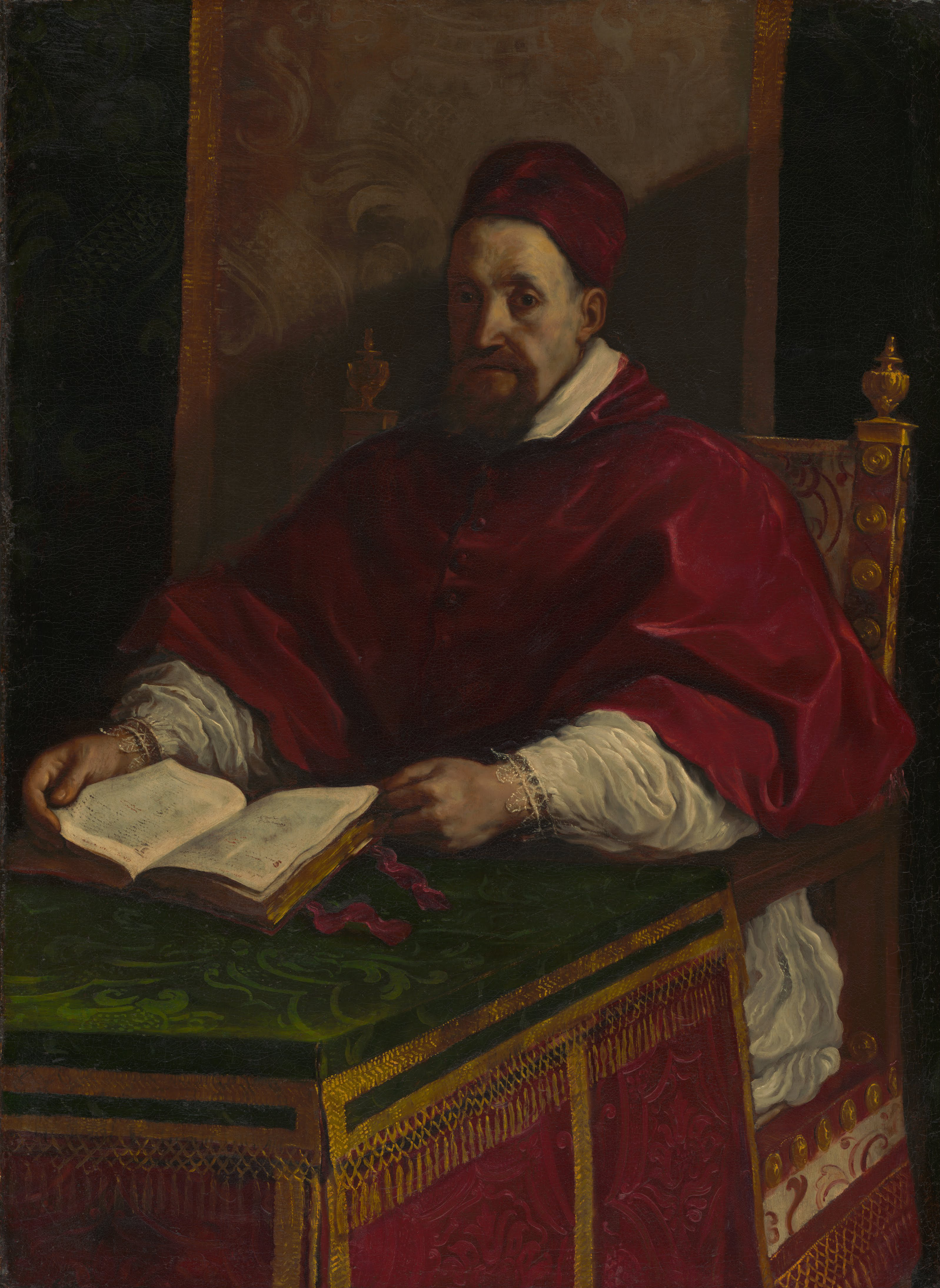
Gregorio XV.

- 727: Dai Zong, emperador chino (f. 779).
- 1418: Juan Ramón Folch III de Cardona, almirante aragonés (f. 1485).
- 1493: Juan de Brandeburgo-Ansbach, Virrey de Valencia entre 1523 y 1525 (f. 1525).
- 1554: Gregorio XV, religioso italiano, papa católico entre 1621 y 1623 (f. 1623).
- 1571: Karel Bonaventura Buquoy, militar francés (f. 1621).
- 1589: Iván Gundulic, poeta croata (f. 1638).
- 1590: Simon Vouet, pintor francés (f. 1649).
- 1624: Meishō, emperatriz japonesa (f. 1696).
- 1666: Tomás José Ruiz Montes, religioso español (f. 1741).
- 1674: Reinhard Keiser, compositor alemán (f. 1739).
- 1728: Thomas Warton, poeta británico (f. 1790).
- 1735: John Jervis, marino y militar británico (f. 1823).
- 1750: Túpac Katari, caudillo aymara boliviano (f. 1781).
- 1753: Luísa Todi, cantante de ópera portuguesa (f. 1833).
- 1773: Cassandra Austen, pintora e ilustradora inglesa (f. 1845).
- 1807: Juan Francisco de Farías y Sánchez de Uribe, político mexicano (f. 1870).
- 1811: Gilbert Abbott à Beckett, periodista, dramaturgo y escritor británico (f. 1856).
- 1818: Antony-Samuel Adam-Salomon, escultor y fotógrafo francés (f. 1881).
- 1820: Pavel Křížkovský, compositor checo (f. 1885).
- 1823: Francisco Bilbao, escritor y filósofo chileno (f. 1865).
- 1823: Jean-Jules Salmson, escultor francés (f. 1902).
- 1829: Adolf von Schlagintweit, explorador alemán (f. 1857).
- 1829: Thomas William Robertson, actor y dramaturgo inglés (f. 1871).
- 1844: Julián Gayarre, tenor español (f. 1890).
- 1848: Federica de Hanover, aristócrata alemana (f. 1926).
- 1849: John Hartley, tenista británico (f. 1935).
- 1851: Luis Coloma, escritor y periodista español (f. 1915).
- 1855: Eduardo Toda, diplomático, arqueólogo, egiptólogo y sinólogo español (f. 1941).
- 1855: Anna Kulishova, anarquista y revolucionaria rusa (f. 1925).
- 1856: Anton Aškerc, sacerdote y poeta esloveno (f. 1912).
- 1859: Carrie Chapman Catt, feminista sufragista estadounidense (f. 1947).
- 1864: Vladímir Steklov, matemático ruso (f. 1926).
- 1868: S. P. L. Sørensen, químico danés (f. 1939).
- 1869: Richard Abegg, químico alemán (f. 1910).
- 1871: Francisco Serrat y Bonastre, diplomático español (f. 1952).
- 1873: Jaim Najman Biálik, poeta y traductor israelita (f. 1934).
- 1873: John Flanagan, atleta estadounidense (f. 1938).
- 1873: Harry Spanger, boxeador estadounidense (f. 1958).
- 1875: Carlos Octavio Bunge, jurista y escritor argentino (f. 1918).
- 1875: Julio Herrera y Reissig, poeta uruguayo (f. 1910).
- 1875: Gertrude Vanderbilt Whitney, escultora y filántropa estadounidense (f. 1942).
- 1876: Robert Michels, sociólogo alemán (f. 1936).
- 1879: John Broadus Watson, psicólogo estadounidense (f. 1958).
- 1881: Giovanni Papini, escritor italiano (f. 1956).
- 1882: Pável Florenski, religioso, filósofo y matemático ruso (f. 1937).
- 1886: Lloyd Loar, ingeniero y lutier estadounidense (f. 1943).
- 1888: Marcelino Olaechea, sacerdote español (f. 1972).
- 1890: Karel Čapek, escritor checo (f. 1938).
- 1890: Kurt Tucholsky, periodista y escritor alemán (f. 1935).
- 1893: Enrique Cano Iribarne "Gavira", torero español (f. 1927).
- 1897: Luis Gianneo, compositor y pianista argentino (f. 1968).
- 1897: Karl Löwith, filósofo alemán (f. 1973).
- 1897: Vladímir Paléi, poeta ruso (f. 1918).
- 1898: Vilma Bánky, actriz húngara-estadounidense (f. 1991).
- 1898: Gracie Fields, cabaretera británica (f. 1979).
- 1902: Rudolf Bing, empresario de ópera austriaco (f. 1997).

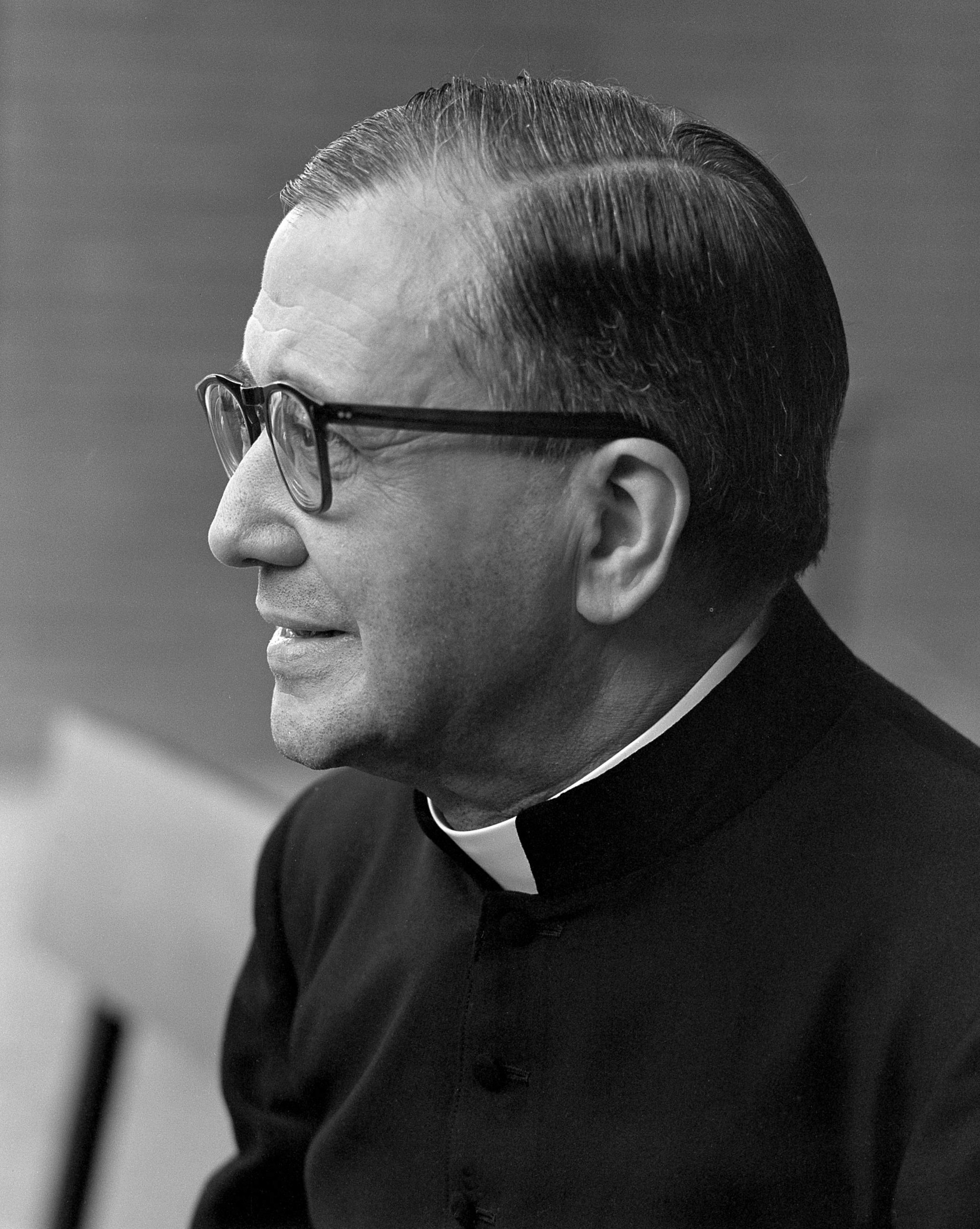
San Josemaría Escrivá de Balaguer

- 1902:  San Josemaría Escrivá, sacerdote español, fundador del Opus Dei (f. 1975).
- 1903: Melitta Gräfin Schenk von Stauffenberg, piloto e ingeniera alemana (f. 1945).
- 1906: Óscar Domínguez, pintor surrealista español (f. 1957).
- 1906: Eduardo Morera, cineasta argentino (f. 1997).
- 1908: Simone de Beauvoir, escritora francesa (f. 1986).
- 1909: Anthony Mamo, político maltés (f. 2008).

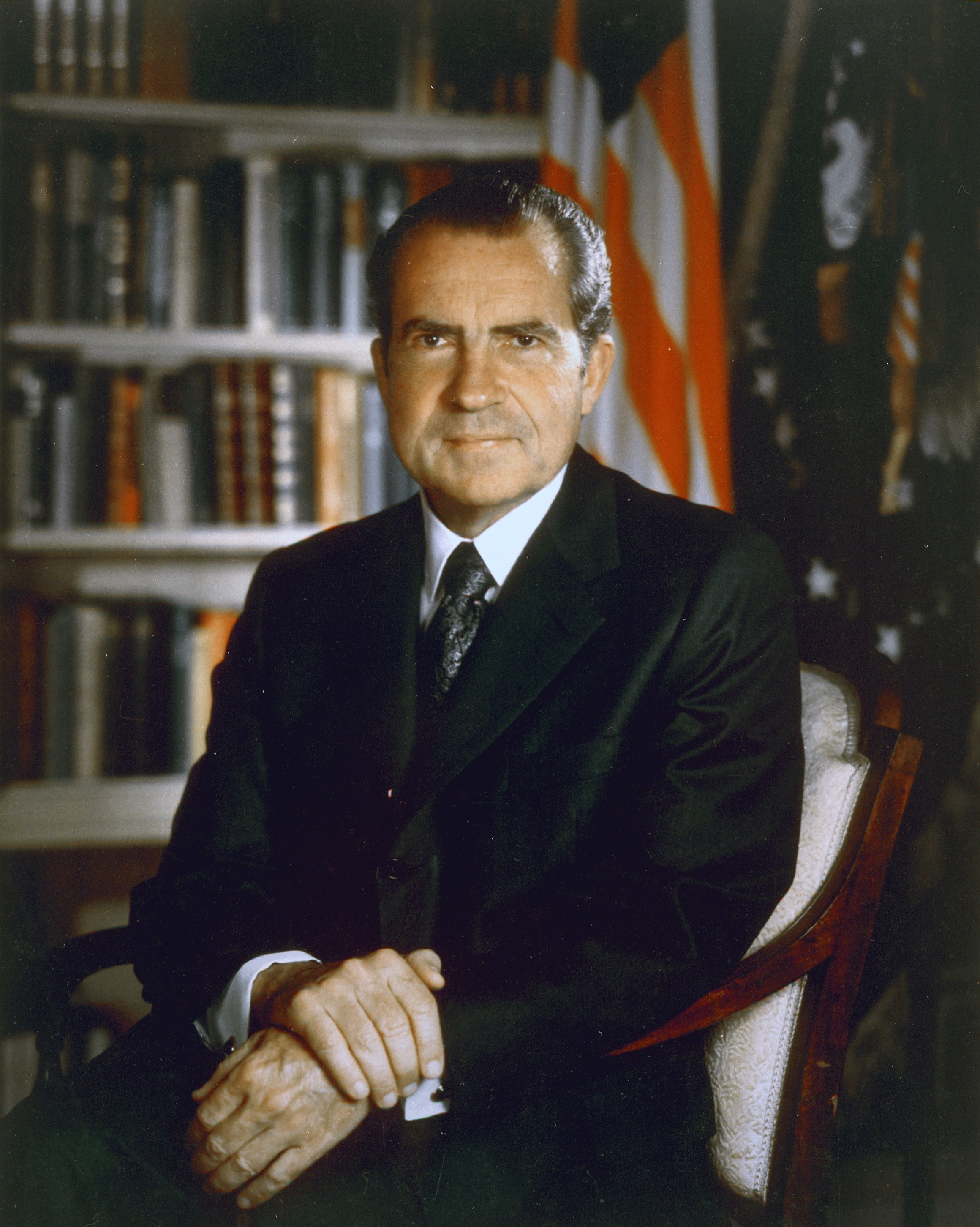
Richard Nixon.

- 1913: Richard Nixon, presidente estadounidense (f. 1994).
- 1913: Antonio Royo Marín, fraile dominico y teólogo español (f. 2005).
- 1914: Kenny Clarke, baterista estadounidense de jazz (f. 1985).
- 1914: Tía Valentina, periodista argentina (f. 2011).
- 1915: Fernando Lamas, actor argentino (f. 1982).
- 1915: Anita Louise, actriz estadounidense (f. 1970).
- 1919: Valentina Kravchenko, piloto y navegante de escuadrón soviética (f. 2000)
- 1920: João Cabral de Melo Neto, poeta brasileño (f. 1999).
- 1920: Clive Dunn, actor británico (f. 2012).
- 1920: Rubén Ruiz Ibárruri, militar soviético de origen español (f. 1942).
- 1920: José Luis de Vilallonga, escritor y actor español (f. 2007).
- 1921: Ágnes Keleti, gimnasta olímpica húngaroisraelí (f. 2025).
- 1921: Larisa Ratushnaya, partisana soviética (f. 1944)
- 1922: Ahmed Sékou Touré, político y presidente guineano entre 1958 y 1984 (f. 1984).
- 1922: Har Gobind Khorana, bioquímico estadounidense, premio nobel de fisiología o medicina en 1968 (f. 2011).
- 1922: Margot Cottens, actriz uruguaya (f. 1999).
- 1924: Sergei Parajanov, cineasta armenio (f. 1990).
- 1925: Lee Van Cleef, actor estadounidense (f. 1989).
- 1925: Ofelia Hambardzumyan, cantante armenia de música popular (f. 2016)
- 1925: Bernardo Neustadt, periodista argentino (f. 2008).
- 1926: Bucky Pizzarelli, guitarrista de jazz y banjista estadounidense (f. 2020).

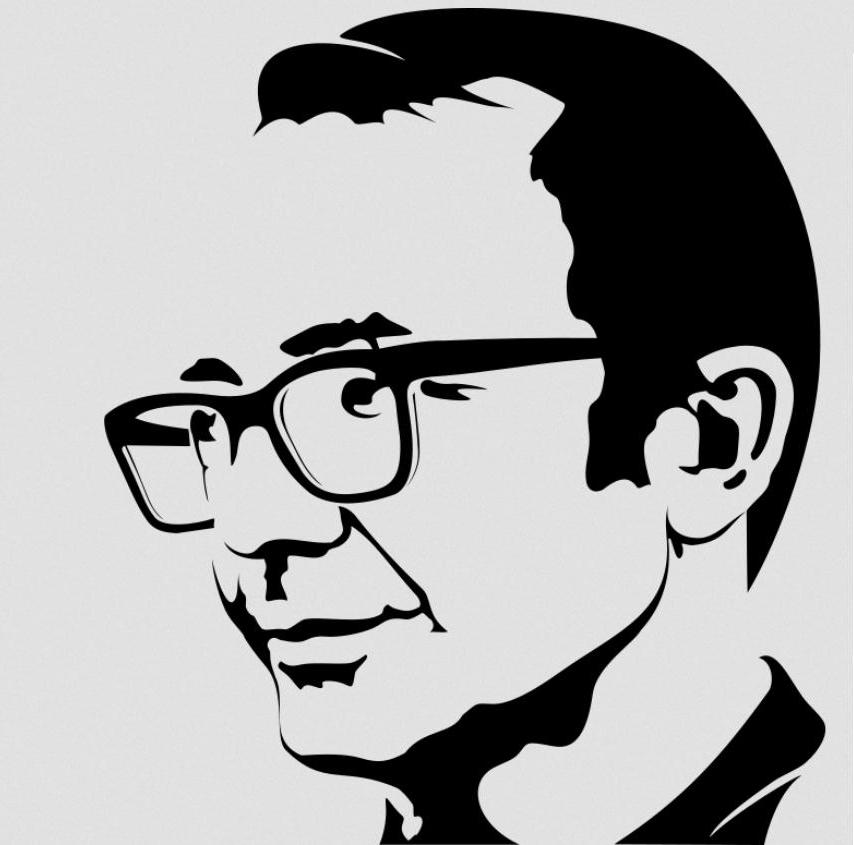
Rodolfo Walsh.

- 1927: Rodolfo Walsh, periodista, escritor, dramaturgo, traductor y militante político argentino (f. 1977).
- 1927: Adolfo Antonio Suárez Rivera, arzobispo mexicano, Cardenal de la Iglesia Católica (f. 2008).
- 1928: Domenico Modugno, cantante y actor italiano (f. 1994).
- 1928: Judith Krantz, escritora y periodista estadounidense (f. 2019)
- 1929: Heiner Müller, dramaturgo alemán (f. 1995).
- 1931: Algis Budrys, escritor estadounidense de origen lituano (f.  2008).
- 1931: Pat Conway, actor canadiense (f. 1981).
- 1932: Elena Urrutia, periodista y feminista mexicana (f. 2015).
- 1933: Wilbur Smith, escritor zambiano (f. 2021).
- 1934: Mahendra Kapoor, cantante indio (f. 2008).
- 1935: Bob Denver, actor estadounidense (f. 2005).
- 1935: Raúl Morodo, político español.
- 1938: Chidambaram Padmanabhan Ramanuyám, matemático indio (f. 1974).
- 1939: Kiko Argüello, religioso laico español, fundador del Camino Neocatecumenal.
- 1939: Susannah York, actriz británica (f. 2011).
- 1940: Ruth Dreifuss, economista suiza.
- 1940: Ernesto El Flaco Suárez, actor y director de teatro.

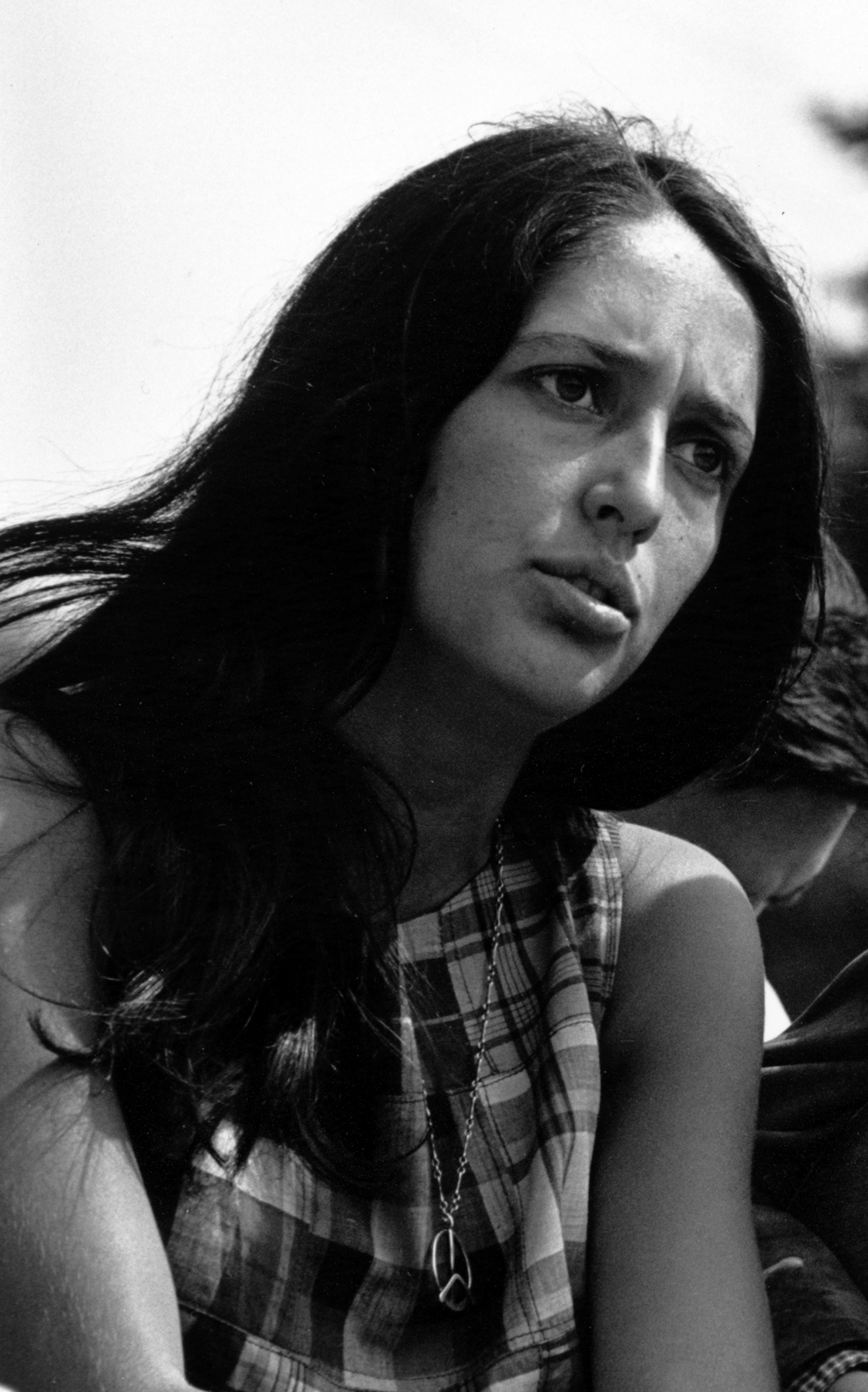
Joan Baez.

- 1941: Joan Baez, cantante estadounidense.
- 1942: Laureano Albán, escritor costarricense (f. 2022).
- 1942: Lee Kun-hee, empresario surcoreano y presidente de Samsung (f. 2020).
- 1943: Scott Walker, cantante y bajista estadounidense, de la banda The Walker Brothers (f. 2019).
- 1944: Hugo Moyano, dirigente gremial argentino.
- 1944: Harun Farocki, cineasta alemán nacido checoslovaco (f. 2014).

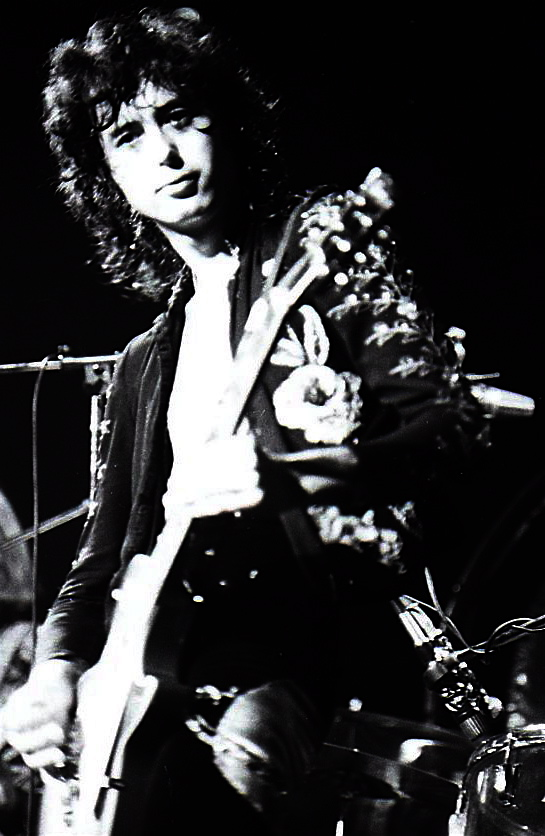
Jimmy Page.

- 1944: Jimmy Page, guitarrista británico, de la banda Led Zeppelin.
- 1945: Levon Ter-Petrosian, presidente armenio entre 1991 y 1998.
- 1948: Susana Dosamantes, actriz mexicana de cine y televisión (f. 2022).
- 1948: Heraldo Romero Sánchez, político colombiano (f. 1980).
- 1948: Alberto Samid, empresario y político argentino.
- 1950: David Johansen, músico y cantante estadounidense.
- 1950: Rio Reiser, cantante alemán (f. 1996).
- 1950: Juan Luis Goenaga, pintor español (f. 2024).
- 1950: Carlos Aguiar Retes, arzobispo mexicano.
- 1951: Toke Talagi, político niueño, jefe de Gobierno de Niue entre 2008 y 2020 (f. 2020).
- 1951: M. L. Carr, jugador de baloncesto y entrenador estadounidense.
- 1951: Enrique Graue, médico oftalmólogo y académico mexicano, rector de la UNAM entre 2015 y 2023.
- 1955: Michiko Kakutani, crítica literaria estadounidense.
- 1955: J. K. Simmons, actor estadounidense.
- 1955: Pedro Mogollón, actor colombiano.
- 1956: Kimberly Beck, actriz estadounidense.
- 1956: Imelda Staunton, actriz británica.
- 1956: Adriana Xenides, presentadora australiana de televisión, de origen argentino (f. 2010).
- 1957: Yury Bandazhevsky, científico beloruso.
- 1957: Aníbal Fernández, contador público, abogado y político argentino.
- 1957: Phil Lewis, vocalista estadounidense, de la banda L. A. Guns.
- 1957: Armando Saliva, empresario y político argentino.
- 1957: Manuel Sarabia, futbolista y entrenador español.
- 1958: Mehmet Ali Ağca, asesino frustrado turco.
- 1958: Stephen Neale, filósofo británico.

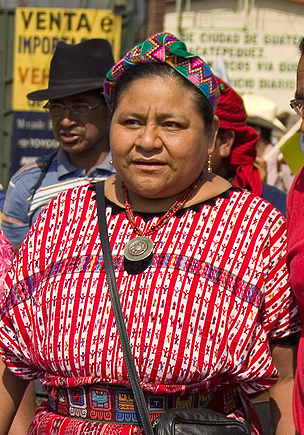
Rigoberta Menchú.

- 1959: Julio Sánchez Cristo, es un periodista y locutor colombiano.
- 1959: Rigoberta Menchú, líder indígena y activista guatemalteca, Premio Nobel de la Paz en 1992.
- 1959: Mark Martin, piloto de automóviles stock estadounidense.
- 1961: Al Jean, guionista y productor estadounidense.
- 1962: Cecilia Gabriela, actriz mexicana.
- 1963: Eric Erlandson, músico estadounidense, de la banda Hole.
- 1963: Michael Everson, lingüista estadounidense.
- 1963: Mathieu Hermans, ciclista neerlandés.
- 1964: Stan Javier, beisbolista dominicano.
- 1964: Gisselle Blondet, actriz puertorriqueña
- 1965: Muggsy Bogues, baloncestista estadounidense.
- 1965: Haddaway, cantante alemán.
- 1965: Farah Khan, actriz y directora india.
- 1965: Joely Richardson, actriz británica.
- 1966: Jan Johansen, artista musical sueco.
- 1966: Candi Milo, cantante y actriz estadounidense.
- 1967: Claudio Caniggia, futbolista argentino.
- 1967: Steven Harwell, músico estadounidense, de la banda Smash Mouth (f. 2023).
- 1967: Dave Matthews, cantante sudafricano, de la banda Dave Matthews Band.
- 1967: Matt Bevin, político estadounidense.
- 1967: David Costabile,  actor estadounidense.
- 1968: Joey Lauren Adams, actriz estadounidense.
- 1968: Silver King, luchador profesional y actor mexicano (f. 2019).
- 1970: Lara Fabian, cantante belga.
- 1970: Alex Staropoli, teclista y compositor italiano, de la banda Rhapsody of Fire.
- 1970: Tonino Carotone, cantautor español, de las bandas Tijuana in Blue y Kojón Prieto y los Huajolotes.
- 1971: Angie Martínez, rapera estadounidense.
- 1972: Javier López, golfista venezolano.
- 1972: Mat Hoffman, motociclista estadounidense.
- 1973: Sean Paul, cantante jamaiquino.
- 1973: Jaime Ramos Hernández, futbolista español.
- 1974: Jesulín de Ubrique, torero español.
- 1974: Sávio Bortolini, futbolista brasileño.
- 1974: Wangay Dorji, futbolista butanés.
- 1974: Stevie Crawford, futbolista y entrenador escocés.
- 1974: Aleksandr Khvostunov, futbolista uzbeko.
- 1976: Yoanka González, ciclista cubana.
- 1976: Todd Grisham, comentarista estadounidense.
- 1976: Joep Beving, compositor neerlandés.
- 1976: Andrea Stramaccioni, futbolista y entrenador italiano.
- 1976: Eva Vives, directora de cine española.
- 1976: Hayes Carll, cantautor estadounidense.
- 1976: Gustavo Alberto Nuñez, futbolista argentino.
- 1976: Thummala Narsimha Reddy, actor indio (f. 2021).
- 1976: José Lepere, político estadounidense.
- 1976: Diego Ocampo, entrenador de baloncesto español.
- 1976: Pasión Kristal, luchador profesional mexicano (f. 2021).
- 1976: Carlos Pedrini, político argentino (f. 2024).
- 1976: Klaus Klotz, remero alemán.
- 1977: Rigoberto Gómez, futbolista hondureño.

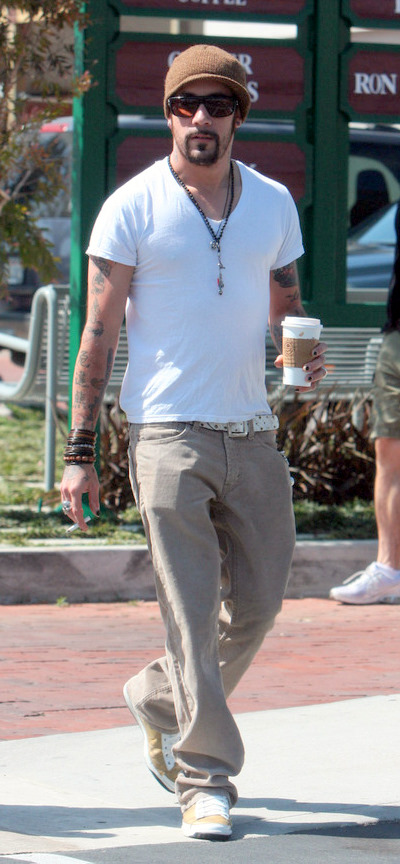
AJ McLean.

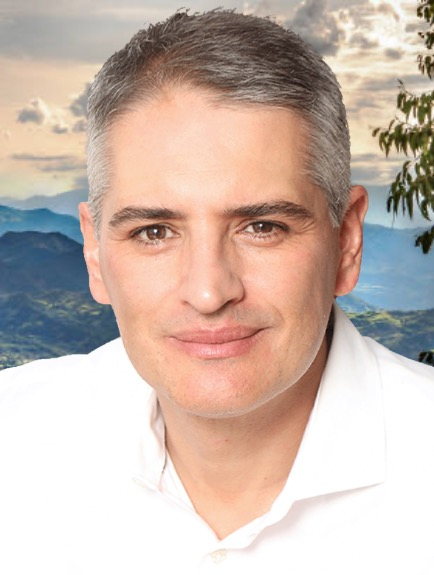
Andrés Julián Rendón

- 1978: Gennaro Gattuso, futbolista italiano.
- 1978: Mike Pelino, guitarrista estadounidense, de la banda Green Day.
- 1978: Chad Johnson, jugador de fútbol americano estadounidense.
- 1978: Cristina Lasvignes, periodista y presentadora española.
- 1978: Ana Turpin, actriz española.
- 1978: Vagner da Silva Sarti, futbolista brasileño.
- 1978: Andrés Julián Rendón, economista y político colombiano, Gobernador de Antioquia desde 2024.
- 1978: AJ McLean, cantante y rapero estadounidense.
- 1979: Daniele Conti, futbolista italiano.
- 1979: Athanasios Prittas, futbolista griego.
- 1980: Fumie Mizusawa, actriz de voz y novelista japonesa.
- 1980: Sergio García, golfista español.
- 1981: Euzebiusz Smolarek, futbolista polaco.

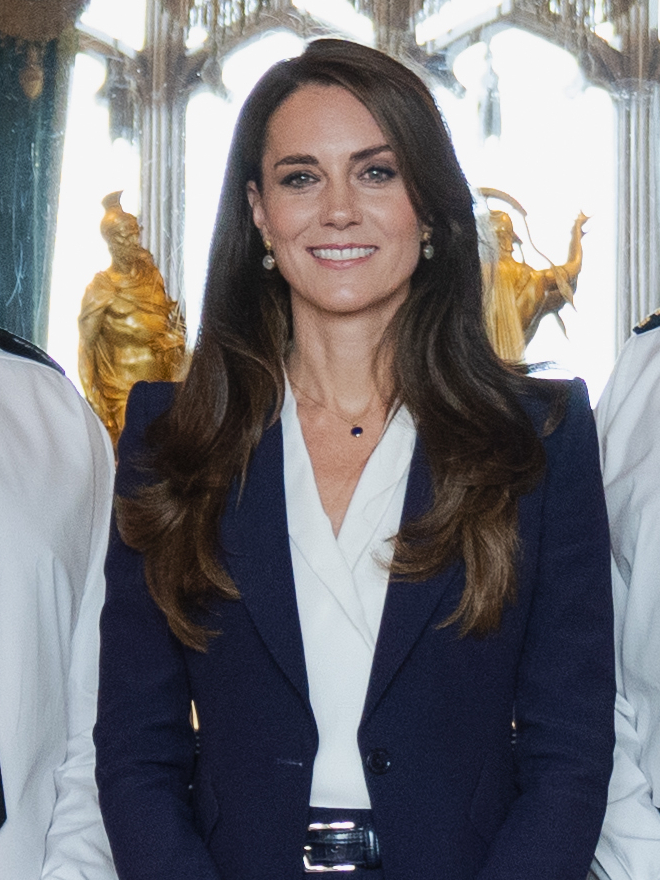
Catalina de Gales.

- 1982: Catalina, princesa consorte de Gales, aristócrata británica.
- 1982: Bailey Brooks, actriz pornográfica y modelo erótica estadounidense.
- 1982: Junya Sano, ciclista japonés.
- 1982: Henriette Richter-Röhl, actriz alemana.
- 1983: Per Verner Vågan Rønning, futbolista noruego.
- 1983: Kerry Condon, actriz irlandesa.
- 1984: Oliver Jarvis, piloto de automovilismo británico.
- 1984: Bobby Jones, baloncestista estadounidense.
- 1984: Sergio Salomone, futbolista argentino.
- 1985: Kika Edgar, actriz, bailarina y cantante mexicana.
- 1985: Óscar Soliz, ciclista boliviano.
- 1985: Juanfran Torres, futbolista español.
- 1986: Wengie, youtuber sino-australiana.
- 1987: Paolo Nutini, cantautor británico.
- 1987: Lucas Pezzini Leiva, futbolista brasileño.
- 1987: Pablo Santos, actor mexicano (f. 2006).
- 1987: Mao Inoue, actriz japonesa.
- 1988: Carlos Peña, cantante y compositor guatemalteco.
- 1989: Michael Beasley, jugador de baloncesto estadounidense.
- 1989: Nina Dobrev, actriz búlgara-canadiense.
- 1989: Michaella Krajicek, tenista neerlandesa.
- 1990: Rafael Enrique Pérez, futbolista colombiano.
- 1990: Karina Vismara, cantautora argentina de música folk (f. 2022).
- 1991: Álvaro Soler, cantautor hispano-alemán.
- 1992: Esteban Burgos, futbolista argentino.
- 1992: Oscar Sainz, futbolista argentino.
- 1992: Andreas Voglsammer, futbolista alemán.
- 1993: Marcus Peters, jugador de fútbol americano estadounidense.
- 1993: Wang Qiuming, futbolista chino.
- 1994: Radek Faksa, jugador de hockey sobre hielo checo.
- 1994: Hans Hateboer, futbolista neerlandés.
- 1994: Lukáš Zima, futbolista checo.
- 1994: Ademilson, futbolista brasileño.
- 1995: Dominik Livaković, futbolista croata.
- 1995: Ander Cantero, futbolista español.
- 1995: Ha Seung-ri, actriz surcoreana.
- 1996: Oana Gregory, actriz estadounidense.
- 1996: Agustín Bolívar, futbolista argentino.
- 1996: Wakana Nagahara, jugadora de bádminton japonesa.
- 1996: Péter Holoda, nadador húngaro.
- 1996: Suhail Al-Noubi, futbolista emiratí.
- 1996: Liam Jegou, piragüista irlandés.
- 1997: Simone Edera, futbolista italiano.
- 1997: Issa Diop, futbolista francés.
- 1997: Adrián Marín Gómez, futbolista español.
- 1997: Kevin Geniets, ciclista luxemburgués.
- 1997: Tommy Rutherford, baloncestista estadounidense.
- 1997: Karl Patrick Lauk, ciclista estonio.
- 1997: Asja Maregotto, remera italiana.
- 1997: João Bonde, futbolista mozambiqueño.
- 1998: Lautaro Berra, baloncestista argentino.
- 1998: Guilherme Bissoli, futbolista brasileño.
- 1998: Samuele Zoccarato, ciclista italiano.
- 1999: Maximiliano Romero, futbolista argentino.
- 1999: Israel Escalante, futbolista argentino.
- 1999: Gorka Zabarte Moreno, futbolista español.
- 1999: Gedson Fernandes, futbolista santotomense.
- 1999: Li Zhuhao, nadador chino.
- 1999: Sajil Alajverdovi, boxeador georgiano.
- 1999: Madelynn Gorman-Shore, taekwondista estadounidense.
- 1999: Nicolás Guerra, futbolista chileno.
- 1999: Adri López, futbolista español.
- 2000: Teresa Abelleira, futbolista española.
- 2000: Tzuriel Pedigo, atleta estadounidense.
- 2000: Kamal Sowah, futbolista ghanés.
- 2000: Samuele Ceccarelli, atleta italiano.
- 2000: Tyger Campbell, baloncestista estadounidense.
- 2000: Timmy Allen, baloncestista estadounidense.
- 2000: Aiham Ousou, futbolista sueco.
- 2000: Ulambayaryn Sürenjav, taekwondista mongola.
- 2001: Rodrygo Goes, futbolista brasileño.
- 2001: Eric García, futbolista español.
- 2001: Kristoffer Askildsen, futbolista noruego.
- 2002: Piero Hincapié, futbolista ecuatoriano.
- 2002: Svit Sešlar, futbolista esloveno.
- 2003: Ricardo Pepi, futbolista estadounidense.
- 2004: Stefan Leković, futbolista serbio.
- 2005: Nia Wedderburn-Goodison, atleta británica.
- 2005: Frédérique Sgarbossa, gimnasta artística canadiense.
- 2011: Balltze, más conocido como Cheems, perro que se hizo viral en las redes sociales en 2019 (f. 2023).

## Fallecimientos
- 710: San Adrián de Canterbury, santo y religioso inglés.
- 1282: Abu Uthman Said ibn Hakam al-Qurashi, gobernador de Menorca (n. 1204).
- 1514: Ana de Bretaña, esposa del rey Carlos VIII de Francia (n. 1477).
- 1562: Amago Haruhisa, guerrero japonés (n. 1514).
- 1571: Nicolas Durand de Villegaignon, oficial naval francés (n. 1510).
- 1598: Jasper Heywood, traductor británico (n. 1553).
- 1677: Aernout van der Neer, pintor neerlandés (n. 1603).
- 1757: Bernard le Bovier de Fontenelle, escritor y filósofo francés (n. 1657).
- 1757: Louis Bertrand Castel, matemático francés (n. 1688).
- 1798: Pedro Pablo Abarca de Bolea, militar español (n. 1718).

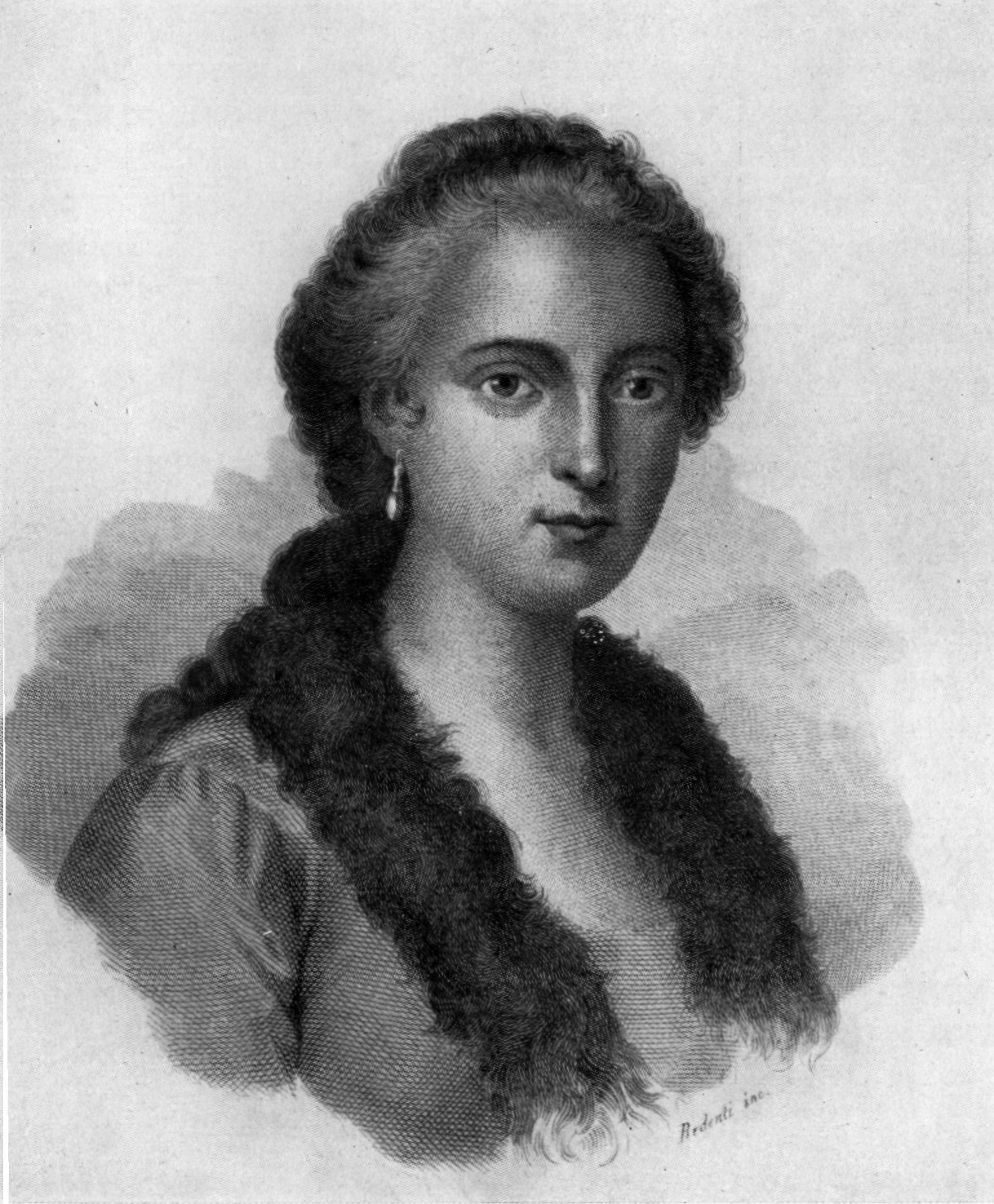
Maria Gaetana Agnesi.

- 1799: Maria Gaetana Agnesi, matemática italiana (n. 1718).
- 1848: Carolina Herschel, astrónoma británica de origen alemán (n. 1750).
- 1853: Juan Nicasio Gallego, sacerdote y poeta español (n. 1777).
- 1870: George Lacy Evans, militar británico (n. 1787).
- 1867: Anastasio Parrodi, militar mexicano (n. 1805).

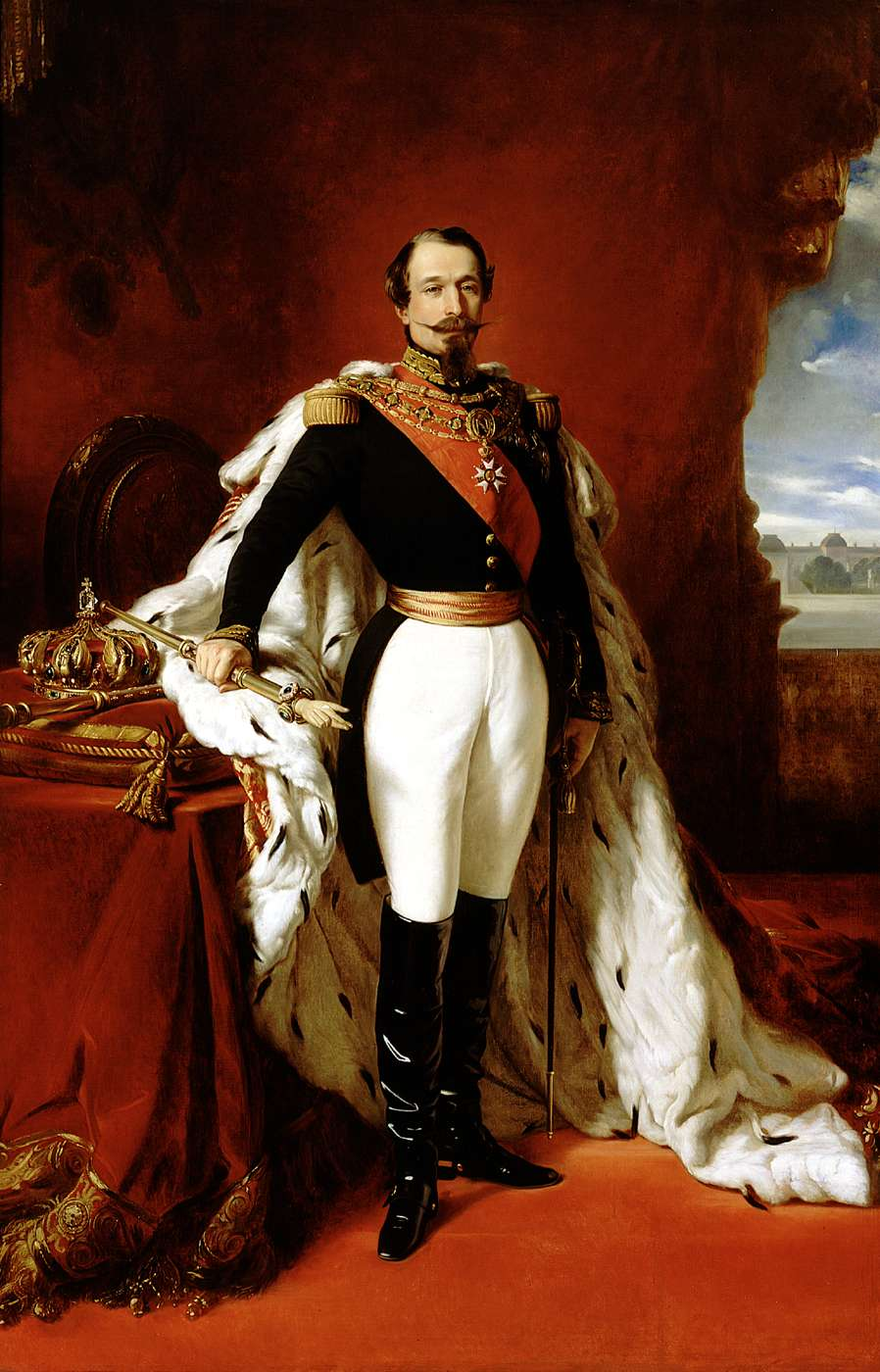
Napoleón III.

- 1873: Napoleón III, militar francés, emperador entre 1852 y 1870 (n. 1808).
- 1877: Aleksandr Briulov, pintor ruso (n. 1799).
- 1878: Víctor Manuel II, aristócrata italiano, rey entre 1861 y 1878 (n. 1878).
- 1895: Nicolás Régules, militar y político mexicano de origen español (n. 1826).
- 1900: Felipe Berriozábal, ingeniero, militar y político mexicano (n. 1829)
- 1908: Wilhelm Busch, escritor y dibujante alemán (n. 1832).
- 1912: Ika Freudenberg, activista pionera del movimiento feminista en Múnich (n. 1858).
- 1918: Émile Reynaud, científico francés (n. 1844).
- 1923: Katherine Mansfield, escritora modernista de origen neozelandés (n. 1888).
- 1927: Houston Stewart Chamberlain, escritor británico (n. 1855).

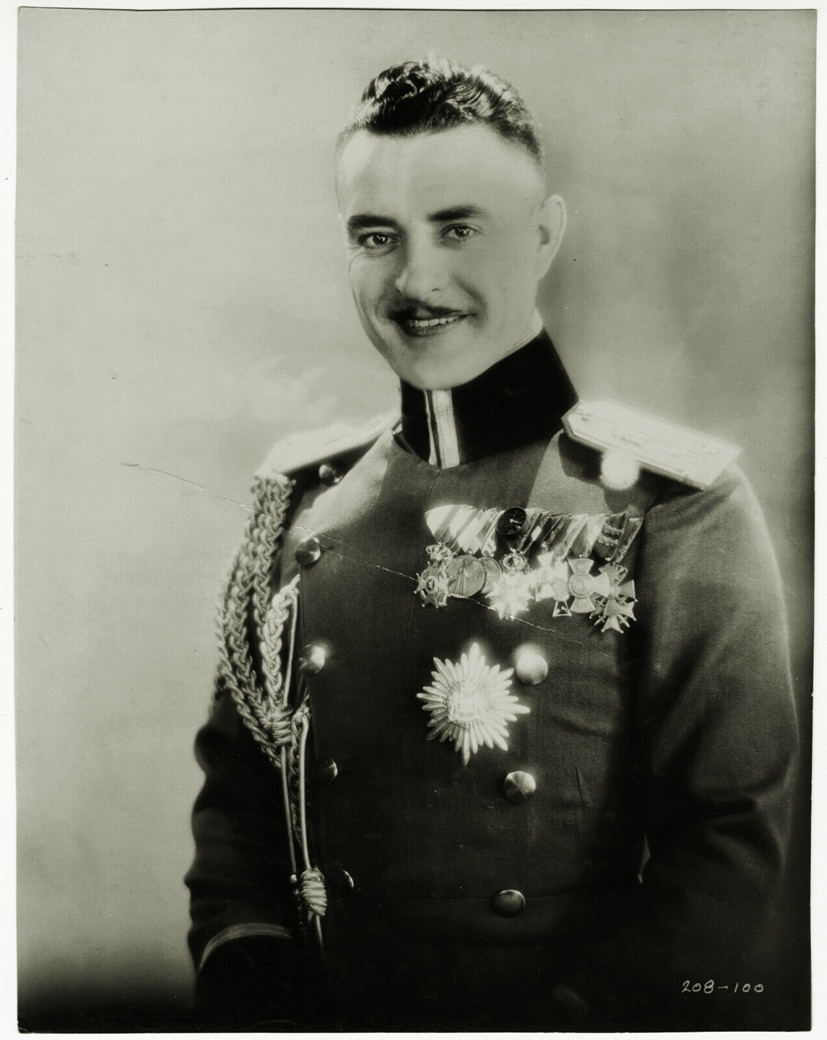
John Gilbert.

- 1936: John Gilbert, actor estadounidense (n. 1899).
- 1939: Charles Alexander Eastman, intelectual, médico y escritor estadounidense de origen sioux (n. 1858).
- 1939: Johann Strauss III, director de orquesta austriaco (n. 1866).
- 1941: Dimitrios Golemis, atleta griego (n. 1874).
- 1942: Heber Doust Curtis, astrónomo estadounidense (n. 1872).
- 1942: Juan Veltroni, arquitecto italiano (n. 1880).
- 1944: Johanna Beyer, compositora y pianista alemana nacionalizada estadounidense (n. 1988).
- 1945: Shigekazu Shimazaki, almirante japonés (n. 1908).
- 1945: Jüri Uluots, primer ministro estonio (n. 1890).
- 1946: Countee Cullen, poeta estadounidense (n. 1903).
- 1947: Karl Mannheim, sociólogo húngaro (n. 1893).
- 1950: Manuel Corona, guitarrista y compositor cubano (n. 1880).
- 1953: Robert Knud Pilger, biólogo alemán (n. 1876).
- 1954: Herminia Brumana, pedagoga y anarquista argentina (n. 1897).
- 1956: Francisco Mendoza Palma, militar mexicano (n. 1870).

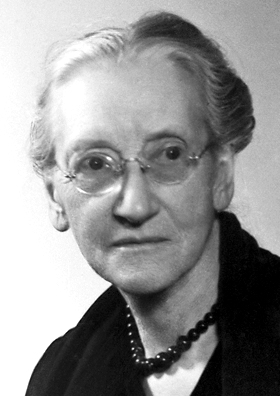
Emily Greene Balch.

- 1961: Emily Greene Balch, escritora estadounidense, premio nobel de la paz en 1946 (n. 1867).
- 1975: Pierre Fresnay, actor francés (n. 1897).
- 1975: Piotr Novikov, matemático ruso (n. 1901).
- 1979: Pier Luigi Nervi, arquitecto e ingeniero italiano (n. 1891).
- 1980: Juhayman al-Otayb, militante y activista saudita (n. 1936).
- 1980: Antonio Bribiesca, compositor mexicano (n. 1905).
- 1981: José Ardévol, compositor cubano (n. 1911).
- 1981: Cozy Cole, baterista estadounidense (n. 1909).
- 1984: Wolfgang Staudte, director alemán (n. 1906).
- 1986: Michel de Certeau, historiador y filósofo francés (n. 1925).
- 1987: Marion Hutton, cantante estadounidense (n. 1919).
- 1989: Bill Terry, beisbolista estadounidense (n. 1898).
- 1990: Enrique López-Albújar Trint, militar y político peruano (n. 1930).
- 1991: Antonio León Ortega, escultor español (n. 1907).
- 1992: Steve Brodie, actor estadounidense (n. 1919).
- 1995: Peter Cook, comediante británico (n. 1937).
- 1995: Souphanouvong, presidente de Laos (n. 1909).
- 1996: Walter M. Miller, Jr., escritor estadounidense (n. 1923).
- 1998: Fukui Kenichi, químico japonés, premio nobel de química en 1981 (n. 1918).
- 1998: Alberto Isaac, cineasta mexicano (n. 1923).
- 2000: Marguerite Churchill, actriz estadounidense (n. 1910).
- 2004: Norberto Bobbio, filósofo, escritor y teórico político italiano (n. 1909).
- 2005: Gonzalo Gavira, técnico de sonido mexicano (n. 1925).
- 2006: Andy Caldecott, piloto de motos en el rally Dákar (n. 1964).
- 2006: Mikk Mikiver, actor y director estonio (n. 1937).
- 2007: Elmer Symons, motociclista sudafricano (n. 1977).

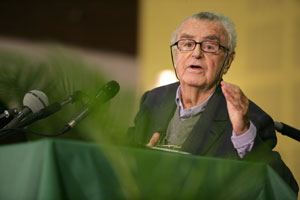
Jean-Pierre Vernant.

- 2007: Jean-Pierre Vernant, filósofo e historiador francés (n. 1914).
- 2008: Johnny Grant, presentador radiofónico estadounidense (n. 1923).
- 2009: Rob Gauntlett, explorador británico (n. 1987).
- 2011: Nínawa Daher, periodista, abogada y presentadora argentina (n. 1979).[4]
- 2011: Makinti Napanangka, pintor australiano (n. 1930).
- 2011: Peter Yates, director y productor de cine británico (n. 1929).[5]
- 2012: Rebeca Anchondo, política mexicana (n. 1926).
- 2012: Ruth Fernández, cantante puertorriqueña (n. 1919).
- 2012: Malam Bacai Sanhá, presidente de Guinea-Bisáu (n. 1947).
- 2013: James M. Buchanan, economista estadounidense, premio nobel de economía en 1986 (n. 1919).
- 2013: Neto Maranhão, futbolista brasileño (n. 1984).
- 2014: Luis "Camaleón" García, beisbolista venezolano (n. 1929).
- 2014: Salvador Llopis, futbolista español (n. 1950).
- 2014: Tomás Rolan, futbolista uruguayo (n. 1936).
- 2014: Dale Thomas Mortensen, economista estadounidense (n. 1939).
- 2014: Amiri Baraka, poeta estadounidense (n. 1934).
- 2014: Josep Maria Castellet, escritor y editor español (n. 1926).
- 2015: Jozef Oleksy, político polaco (n. 1946).
- 2016: Angus Scrimm, actor estadounidense (n. 1926).
- 2017: Roberto Cabañas, futbolista paraguayo (n .1961).
- 2017: Zygmunt Bauman, sociólogo y filósofo polaco (n. 1925).
- 2020: Mike Resnick, escritor estadounidense (n. 1942).
- 2020: Pablo Macera, historiador peruano (n. 1929).
- 2021: Isaak Márkovich Jalátnikov, físico soviético-ruso (n. 1919).
- 2021: Fabrizio Soccorsi, médico italiano del papa Francisco I (n. 1942).
- 2022: Bob Saget, actor y comediante estadounidense (n. 1956).
- 2022: Toshiki Kaifu, político y primer ministro japonés entre 1989 y 1991 (n. 1931).
- 2023: Melinda Dillon, actriz estadounidense (n. 1939).
- 2024: James Kottak, baterista alemán, de la banda Scorpions (n. 1962).
- 2025: Manuel Elkin Patarroyo, inmunólogo y patólogo colombiano (n.1946).

## Celebraciones
- Día Mundial de la Electricidad Estática (o electroestática).[6]

 Por países
(Por orden alfabético)
- Argentina:
  -  Aniversario de la creación de la VII Brigada Aérea como Unidad Operativa de la Fuerza Aérea Argentina.
Originalmente con sede en el entonces Aeródromo de Morón, y desde 1988 con asiento en el Aeropuerto Mariano Moreno.
Fundación: 9 de enero de 1951 (74 años).

- Bosnia y Herzegovina:
  - Día de la República.

- Benín:
  - Día de Vaudoun.

- Estados Unidos: 
  - Día del Ascenso en Globo.

- Panamá:
  - Día de los Mártires (duelo nacional).

### Santoral católico

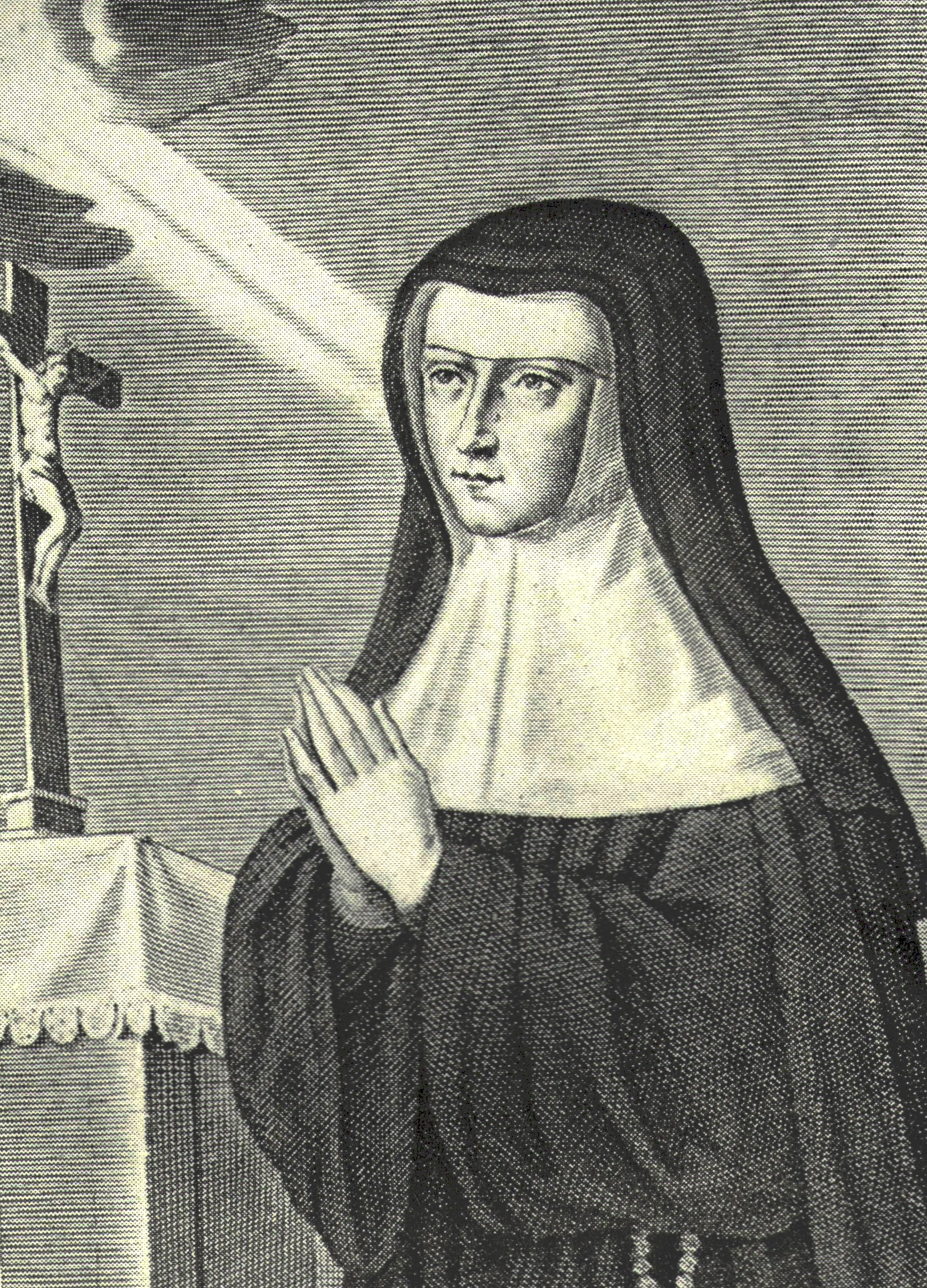
Beata María Teresa de Jesús Le Clerc.

- San Marcelino de Ancona, obispo (s. VI).
- San Adriano de Canterbury, abad (710).
- San Felano de Escocia, abad (c. 710).
- Santa Lucrecia de Córdoba, virgen y mártir (859).
- San Eustracio Taumaturgo, abad (s. IX).
- San Honorato de Buzançais (1250).
- Beata Julia de la Rena (1367).
- Beato Antonio Fatati, obispo (1484).
- Beata María Teresa de Jesús Le Clerc, virgen (1622). (imagen ilustrativa).
- Santas Ágata Yi y Teresa Kim, mártires (1840).
- Beatos José Pawlowski y Casimiro Grelewski, presbíteros y mártires (1942).